# Luca Maresca
Luca Maresca (Napoli, 28 dicembre 1993) è un karateka italiano, specializzato nel kumite.

## Biografia
Maresca ha cominciato ad allenarsi nel 2001 all'età di 8 anni con il maestro Mario Cicchella, nel 2009 è entrato nel giro della Nazionale cadetti con cui vince il titolo mondiale a Rabat in Marocco, fino a oggi ancora un titolare fisso della nazionale ormai seniores.
Nel 2013, a 20 anni, è passato alla vita da atleta professionista entrando a far parte del Gruppo Sportivo Fiamme Oro e ha rappresentato l'Italia ai Giochi del Mediterraneo di Mersin 2013, dove si è aggiudicato la medaglia d'oro nel torneo dei -60 chilogrammi.
Ai Giochi europei di Baku 2015 ha vinto la medaglia d'argento argento nei -60 chilogrammi, perdendo in finale con l'azero Firdovsi Farzaliyev. La sua è stata la prima medaglia della storia vinta dall'Italia nella manifestazione multisportiva continentale. Successivamente è passato alla categoria −67 kg.
Nel 2018 ha vinto la medaglia di bronzo nel kumite a squadre ai mondiali di Madrid, gareggiando con i connazionali Ahmed El Sharaby, Nello Maestri, Rabia Jendoubi, Simone Marino, Michele Martina e Andrea Minardi.
Nel 2022 vince il secondo argento ai Giochi del Mediterraneo a Orano.

## Palmarès
- Mondiali

Madrid 2018: bronzo nel kumite a squadre
Dubai 2021: oro nel kumite a squadre
- Europei

Istanbul 2015: oro nei −60 kg.
- Giochi del Mediterraneo

Mersin 2013: oro nei −60 kg.
Orano 2022: argento nei −67 kg.
- Giochi europei

Baku 2015: argento nei −60 kg.
Minsk 2019: oro nei −67 kg.